# Jornal do Comércio
El Jornal do Comércio es un periódico brasileño editado en Porto Alegre. Su labor informativa da énfasis en los temas de economía y negocios además de la política. Fue fundado el 25 de mayo de 1933 con el nombre O Consultor do comércio y terminó ocupando el espacio que antes tenía el antiguo Jornal do Commercio que circuló hasta 1911.